# Sur la piste du danger
Pour plus de détails, voir Fiche technique et Distribution.
Sur la piste du danger (Scent of Danger) est un téléfilm canadien diffusé en 2002 et réalisé par Peter Svatek.

## Synopsis
Un enfant âgé de cinq ans a disparu. Il est fait appel à la responsable d'une unité de sauvetage à Boston, Brenna Shaw, pour le retrouver. Aidée de son chien policier Brie et de son ami et collègue de longue date, Chris Milos, Brenna mène l'enquête. L'agent du FBI voit d'un mauvais œil l'arrivée de Brenna et de Chris. Les parents de Zoe acceptent que l'animal suive la trace de l'enfant autour de leur maison. Le chien finit par trouver un mot laissé par le ravisseur.

## Fiche technique
- Réalisateur : Peter Svatek
- Année de production : 2002
- Durée : 88 minutes
- Format : 1,33:1, couleur
- Son : stéréo
- Dates de premières diffusions :
  -  Canada : 23 octobre 2002
  -  France : 18 septembre 2003 sur TF1

## Distribution
- Sherilyn Fenn (VF : Virginie Méry) : Brenna Shaw
- Costas Mandylor (VF : Régis Reuilhac) : Chris Milos
- Emma Campbell (VF : Rafaèle Moutier) : Carol Blue
- James McGowan : Gideon
- Ellen David : Connie

 Source et légende : version française (VF) sur RS Doublage et selon le carton de doublage télévisuel.